# ソユーズ31号
ソユーズ31号（Soyuz 31 、ロシア語: Союз 31）は、1978年に行われ、サリュート6号を目指したソビエト連邦の有人宇宙飛行である。軌道上の施設を目指した7度目のミッションであり、ドッキングに成功したのは6度目となった。長期滞在するソユーズ29号の乗組員にとっては、2度目の訪問者となった。
ソユーズ31号の乗組員は、ヴァレリー・ブィコフスキーと東ドイツ初の宇宙飛行士となったジークムント・イェーン（東西ドイツを通じて初のドイツ人宇宙飛行士）であった。彼らは長期滞在の乗組員のソユーズと交換し、ソユーズ29号で地球に帰還した。長期滞在の乗組員は、ソユーズ31号に乗って地球に帰還した。

## 乗組員
打上げ時
- 船長 - ヴァレリー・ブィコフスキー
- フライトエンジニア - ジークムント・イェーン

帰還時
- 船長 - ウラジーミル・コワリョーノク
- フライトエンジニア - アレクサンドル・イワンチェンコフ

### バックアップ
- 船長 - ヴィクトル・ゴルバトコ
- フライトエンジニア - エベルハルト・ケルナー

## パラメータ
- 質量: 6,800 kg
- 近点: 196.8 km
- 遠点: 259.9 km
- 軌道傾斜角: 51.64°
- 軌道周期: 88.81分

## ミッションハイライト
3度目のインターコスモスとなるソユーズ31号は、1978年8月26日に打ち上げられた。翌日、サリュート6号の後方ポートにドッキングした後、ブィコフスキーとイェーンはサリュート6号に滞在していたコワリョーノクとイワンチェンコフに面会した。彼らは長期滞在乗組員のために、新鮮なタマネギ、ニンニク、レモン、リンゴやその他の食物を運んできた。
カール・ツァイス社がMKF-6Mカメラを宇宙ステーションに設置し、イェーンの作業を撮影した。音声や雑音の受容限度の試験等の医学や生物学の実験が行われた。Berolinaと呼ばれた実験では、溶鉱炉を用いてビスマスとアンチモンでできたアンプル内の2枚の板の間の物質を加工した。結果としてできた樹状構造は、地上でできるものよりも4倍から6倍大きかった。また、異なる写真フィルムを用いてステーションの内部を撮影する試験も行われた。
ソユーズ31号の乗組員は、ソユーズ29号の乗組員とソユーズの機体を交換し、長期滞在の乗組員に新しい機体を提供した。9月2日にソユーズ29号のエンジンが試験され、感光フィルムとともに100の実験結果を納めた25の実験容器が移され、その後座席が交換された。ソユーズ29号は翌日ステーションを離れ、ジェズカズガン南東140kmに着陸した。
ステーションに残った乗組員は、ソユーズ31号を前方ポートに移動し、プログレス補給船のために後方ポートを空けた。彼らは、139日間という宇宙滞在記録を樹立し、11月2日に地球に帰還した。